# Osiedle Zgrzebnioka
Osiedle im. Alfonsa Zgrzebnioka (dawniej osiedle XXXV-lecia PRL) – osiedle mieszkaniowe w Katowicach, położone w granicach dzielnicy Brynów część wschodnia-Osiedle Zgrzebnioka, w rejonie ulicː Alfonsa Zgrzebnioka, Gawronów, Łabędziej i Tadeusza Kościuszki, na północ od osiedla Ptasiego, a włącznie z nim zamieszkiwane jest przez ok. 4,3 tys. osób. Powstało ono w latach 1978–1994, a w późniejszych latach było sukcesywnie rozbudowywane. Za projekt osiedla odpowiadają Tadeusz Czerwiński, Andrzej Gałkowski i Dieter Paleta z Inwestprojektu.

## Historia

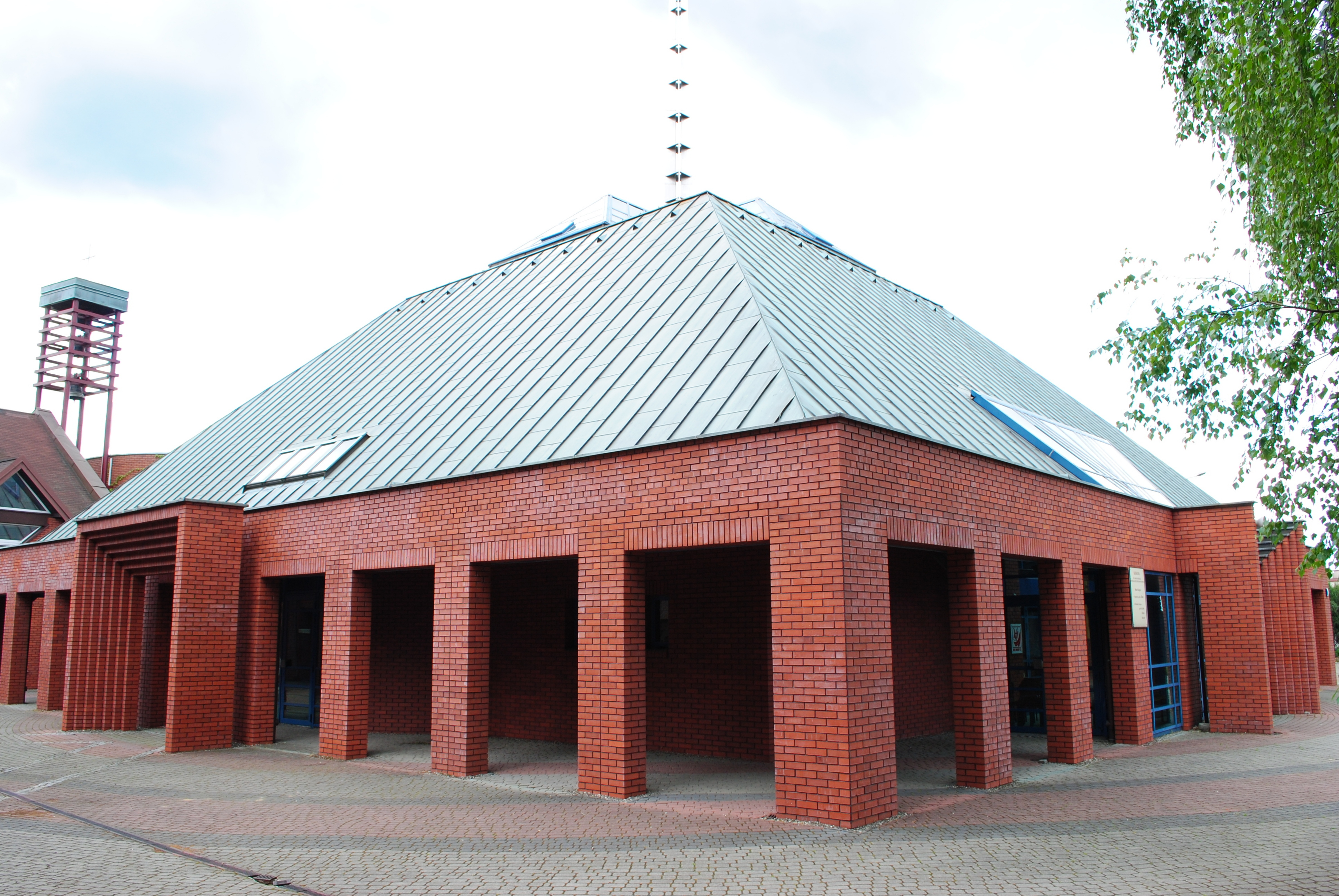
Kościół Matki Kościoła Niepokalanej Jutrzenki Wolności, poświęcony 25 września 2001 roku

Budowę osiedla przeznaczonego na około 3,5 tys. osób, pod które wcześniej wyburzono istniejące na terenie przyszłego osiedla baraki, rozpoczęto w drugiej połowie 1978 roku. W czerwcu 1979 roku osiedlu nadano nazwę XXXV-lecia PRL, natomiast obecną nazwę osiedlu nadano 25 marca 1991 roku na mocy Uchwały Rady Miejskiej w Katowicach, a wraz z nią zmieniono nazwę trzech ulic znajdujących się na osiedlu. Osiedle to nazwano wówczas na cześć Alfonsa Zgrzebnioka – komendanta I powstania śląskiego. Pierwsze domy na osiedlu oddano do użytku w 1979 roku, zaś pierwszy etap osiedla ukończono w 1985 roku. W drugim etapie, zrealizowanym do 1994 roku, oddano do użytku budynki przy ulicy Lelków i ulicy Zimorodków. Osiedle to zostało zaprojektowane przez zespół architektów z Inwestprojektu: Tadeusza Czerwińskiego, Andrzeja Gałkowskiego i Dietera Paletę. 
W 1992 roku rzymskokatolicka parafia św. Michała Archanioła na terenie os. A. Zgrzebnioka zakupiła teren pod budowę nowej świątyni. Kamień węgielny pod kościół Matki Kościoła Niepokalanej Jutrzenki Wolności został wmurowany 25 września 1999 roku, zaś poświęcenia świątyni dokonał arcybiskup katowicki Damian Zimoń 25 września 2001 roku. W dalszym ciągu następowała rozbudowa terenów osiedla, głównie pomiędzy osiedlem A. Zgrzebnioka a osiedlem Ptasim. Na przełomie XX i XXI wieku powstały budynki w rejonie ulicy Czajek, na początku XXI wieku powstała zabudowa w rejonie ulic: Wróbli i Cyranek, zaś w 2011 roku przy ulicy Albatrosów 32-34 oddano do użytku trójkondygnacyjny apartamentowiec o nazwie Apartamenty Albatrosów lub Osiedle Ptasie, posiadający łącznie 6 mieszkań. Inwestorem obiektu jest spółka Maksimum. W latach 2012–2013 powstały dwa budynki mieszkalna zespołu budynków Brynów II, mieszczącego łącznie 75 mieszkań.

## Charakterystyka
Osiedle A. Zgrzebnioka składa się z domów trzy- i czterokondygnacyjnych z wielkiej płyty, a także z domów jednorodzinnych jedno- i dwukondygnacyjnych. Jest ono w głównej mierze jest zarządzane przez Katowicką Spółdzielnię Mieszkaniową. Administracja osiedle położona jest przy ulicy Łabędziej 19. Zarządza ona łącznie 52 budynkami wielorodzinnymi, w których mieści się 615 mieszkań o łącznej powierzchni użytkowej 44 506 m². Łączna powierzchnia osiedla wynosi około 112,5 tys. m², z czego około 60 tys. m² zajmują teren zielone. Budynki zarządzane przez KSM znajdują się przy ulicach: Bocianów, Cyranek, Kolibrów, Lelków, Łabędziej, A. Zgrzebnioka i Zimorodków.  Cały obszar osiedla A. Zgrzebnioka i osiedla Ptasiego jest zamieszkany przez około 4,3 tys. osób.
Osiedle położone jest w sąsiedztwie jednej z ważniejszych dróg Katowic – ulicy Tadeusza Kościuszki. Na wysokości osiedla A. Zgrzebnioka znajduje się przystanek tramwajowy Brynów Zgrzebnioka, z którego według stanu z sierpnia 2021 roku odjeżdżało 5 linii tramwajowych. W rejonie samego zaś osiedla, przy ulicy Gawronów funkcjonują dwa przystanki autobusowe: Brynów Gawronów I i Brynów Gawronów II, na których zatrzymują się autobusy jednej linii – 51. Transport zbiorowy przez osiedle jest organizowany przez ZTM. W rejonie osiedla, przy ulicy Łabędziej funkcjonuje dodatkowo stacja Metroroweru nr 27508.
Przy ulicy Kormoranów 22 działa Miejskie Przedszkole nr 92 im. Wandy Chotomskiej. Wierni rzymskokatoliccy z osiedla A. Zgrzebnioka przynależą do parafii św. Michała Archanioła, a na terenie osiedle znajduje się kościół Matki Kościoła Niepokalanej Jutrzenki Wolności. Siedziba parafii mieści się przy ulicy Gawronów 20.